# Злазне
 Злазне— село в Головинській сільській громаді Рівненського району Рівненської області України. Населення становить 1593 осіб.

## Короткий літопис села
Часи Київської Русі — давнє поселення, городище неподалік нинішнього села.

XIV ст. — припускають, що в цьому столітті засноване село.

1577 р. — перша документальна згадка про Злазне в польських джерелах (було 17 домів і майже 100 жителів).

1583 р. — село переходить у власність князя Василя-Костянтина Острозького.

1629 р. — в селі нараховувалося 93 дими і близько 600 мешканців.

1648 р. — в околицях села діяв повстанський загін, що виступав проти місцевих панів.

1703 р. — власником Злазного став князь Павло Сангушко.

1753 р. — від Януша Сангушка село отримав князь Юзеф Любомирський.

70-і роки XVIII ст. — володарями села стали графи Ворцелі.

1832 р. — після польського повстання маєток графів передано в казну.

1849–1852 рр. — село перебувало у власності Соломії Геронімової, дочки С.–Г. Ворцеля.

1861 р. — в Росії скасовується кріпосне право.

1864 р., липень — у Злазне прибули жандарми для приборкання бунтівників.

1873 р. — у селі налічувалося 102 двори і 1037 жителів.

1876 р. — граф Микола Ворцель став банкрутом.

1882 р. — село взяв в оренду австрійський підданий Іван Крудиш.

1887 р. — почало діяти однокласне училище Міністерства народної освіти.

1892 р. — засноване двокласне училище, у якому навчалося 58 хлопчиків і 10 дівчаток.

1891 р. — побудована Свято-Миколаївська церква.

1902 р. — бунт проти поміщиці Карачевської-Волк.

1911 р. — у селі 236 дворів і 1711 мешканців.

1913 р. — маєток переходить до дворянського відомства Волинської губернії.

1917 р. — село входить до складу Української Народної Республіки.

1917, грудень — 1918, січень — жителями Злазного і навколишніх сіл були розгромлені маєтки місцевих поміщиків Карачевського-Волк і Воронцова-Дашкова.

1918 р., грудень — в село вступили війська Симона Петлюри, ожила надія на незалежність України.

1919 р., лютий — влада перейшла до рук більшовиків.

1920 р., серпень — село окупували поляки.

1921 р. — за Ризьким договором Злазне опинилося під владою Речі Посполитої.

1925 р. — у початковій школі навчалося 111 учнів.

1931 р. — страйк робітників базальтових кар'єрів, у яких працювали і злазненці.

1932 — 1933 рр. — дітей у селі нараховувалося 453, а школу відвідувало тільки 188.

1939 р., вересень — в село вступили совєцькі війська. Почався масовий терор проти цивільного населення.

1939 р. — відкрито школу з українською мовою навчання.

1940 р., грудень — головою сільської ради обрано Йосипа Гожого.

1941 р., 3 липня — в село вступили німці.

1941 р. — гітлерівські посіпаки в кар'єрах Іванової Долини організували страхітливий концтабір для військовополонених.

1944 р., 19 січня — в село знов повернулася радянська влада.

1944 р., березень — у школі відновилося навчання.

1949 р., 1 грудня — в селі організовано колгосп «Перемога».

1949 р. — початкова школа реорганізована в семирічну.

1952 р. — утворено колгоспну тракторну бригаду.

1959 р. — у новозбудованому дерев'яному приміщенні відкрито середню школу з 11-річним навчанням.

1965 р. — відбувся перший випуск 11-го класу; атестат про середню освіту отримали 23 учні.

1966 р. — село Злазне відійшло до Костопільського району.

1970 р. — у школі нараховувалося 464 учні, працювало 27 учителів.

1985 р. — у школі введено професійне навчання.

1986 р. — школа перейшла в нове приміщення.

1991 р. — Проголошено незалежність України.

1994 р. — освячено новозбудований храм.

2003 р. — освітній заклад реорганізований у навчально-виховний комплекс.

2005 р. — в селі відкрито лікарську амбулаторію.

## Географія
Злазне — колишній центр сільської Ради, якій були підпорядковані села Вигін і Перетоки. До колишнього районного центру та залізничної станції — 20 км. Дворів — 431, жителів — 1532 (в 1996 р. було 1604 мешканці). Через село проходить автошлях. Розкинулось воно на невисокому пагорбі, з якого відкривається мальовнича панорама надгоринських лук і лісів. Весною і влітку від зеленого килиму узбережжя не відірвати очей. Погляд так і тоне в зачарованій красі Поліського краю.

Територія сучасного Злазного була заселена з давніх часів. Про це свідчать залишки городища і поселення періоду Київської Русі. Зберігся до наших днів земляний вал. Орючи землю, злазненці не раз знаходили крем'яні знаряддя праці: обточені сокири, ножі, а також черепки глиняного посуду. За декілька кілометрів на північний схід од села знаходиться підвищення, яке називається Замковище. За народною легендою, тут колись стояв замок, оточений глибоким ровом. Всередину можна було ввійти тільки через підйомний міст. Кожуть, що на території замку феодал навіть кам'яну церкву із дзвіницею побудував.

Основним заняттям далеких предків — слов'ян було землеробство. Вирощували жито, пшеницю, овес, просо, розводили худобу. Допоміжними галузями господарства були рибальство, полювання на звірів, бортництво. Перших поселенців Злазного приваблювали природні умови. Повноводна річка могла стати зручним і дешевим шляхом сполучення. Наявність земельних угідь і сінокосів сприяли розвитку сільського господарства і скотарства.

## Про походження назви села
Однозначної відповіді про походження назви села нема. Існує декілька версій. Котра з них достовірна — сказати непросто. Відомий дослідник Ярослав Пура у книзі про етимологію населених пунктів не тлумачить слово «Злазне». Отож пошлемося на народні легенди.

За переказами, що передаються з покоління в покоління, назва населеного пункту нібито походить від іменника «лаз», що означає переправу через річку (на місцевій говірці вимовлявся «узлаз»). Ця версія відображена в символіці села (герб є промовистим). Інша версія пов'язує назву зі словом «злазити» — виходити. Розповідають, що перші мандрівники прибули сюди на плотах чи човнах і зійшли на берег Горині. Їм дуже сподобалась ця місцевість, і вони вирішили тут оселитись.

## Відомі люди

### Народились
- Гриб Яків Савович — десятник базальтових кар'єрів урочища «Янова Долина» Головинської сільради Костопільського району Рівненської області. Депутат Верховної Ради СРСР 1-го скликання від Рівненської області (з 1940 року).
- Шершун Микола Харитонович — народний депутат України.